# 伊朗国家广播电视台
伊朗国家广播电视台（波斯語：رادیو تلویزیون ملی ایران）是伊朗的第一家全国性广播电视机构，成立于1966年10月26日，1979年伊朗伊斯兰革命后改制为伊朗伊斯兰共和国广播电视台。

## 延伸阅读
- Hooten, Claude "Hoot". Drunk & Disorderly, Again: My Name Is Hoot, I'm an Alcoholic. Wordclay, 2009.